# Подчинението на жените
„Подчинението на жените“ е философски труд, написан от Джон Стюарт Мил през 1869, вероятно съвместно със съпругата му Хариет Тейлър Мил, в който Мил се изразява в подкрепа на равенството между половете. По времето на своето публикуване през 1869 тази статия е представлявала публично оскърбление за убежденията на европейците относно статута на мъжа и жената.
Джон Стюарт Мил приписва част от заслугите за написването на този труд на жена си. Въпреки че през 2009 някои изследователи потвърждават тезата, че Мил е единственият автор, не може да се пренебрегне фактът, че част от твърденията в тази статия са сходни с тези в статията The Enfranchisement of Women, написана от Хариет Тейлър Мил през 1851.

## Аргументи
Мил атакува твърденията, че жените са по природа по-неспособни от мъжете в някои области и затова трябва да бъдат спирани или дори да им се забрани да извършват някои дейности. Той казва, че няма как да знаем на какво са способни жените, защото никога не им е било позволявано да опитат – няма как да има достоверно твърдение без доказателства. Жените не могат да бъдат спирани да се опитват да извършват някои дейности само защото евентуално не са способни на това. Това е аргумент, базиран на несугурни доказателства и остава просто хипотеза.
В това мъжете всъщност си противоречат тъй като твърдят, че жените не могат да извършат нещо и в същото време искат да ги възпрепятстват в това. Тук Мил навежда на мисълна, че в действителност мъжете признават, че жените са способни да извършат даденото действие, но те самите не искат жените да го правят.
Дали жените са или не са способни трябва да се разбере на практика. В действителност няма как да се знае каква е тяхната природа, тъй като тя е прикрита от начина, по който са били отгледани. Мил предлага да се направи експеримент за това на какво са и не са способни жените.
Жените са възпитани да бъдат слаби, емеционални и кротки. Ако дадем шанс на равенството, ще видим, че независимите жени притежават много предимства. Те ще са освободени от неудовлетворението да бъдат ръководени от мъжете. Това ще доведе до значителни облаги и за обществото – ще бъдат отприщени идеите и потенциала на половината население, което ще повлияе значително човешкото развитие.
Трудът на Мил е по своята същност утилитарен по три признака:
- Незабавното по-голямо добро
- Обогатяването на обществото
- Индивидуалното развитие

Мил посочва, че ако обществото наистина иска да разбере какво е същностно за взаимоотношенията между полевете трябва да осигури свободен пазар за всички услуги предлагани от жени, осигурявайки справедливо възнаграждение за техния принос към общото благополучие. Само тогава реалният избор на жените би могъл да определи техните действителни интереси и възможности.
Мил предчувствал, че еманципирането и образоването на жените ще се отрази брагоприятно и на мъжете. Подтикът към конкуренция между жените и общуването между еднакво образовани хора ще стимулира интелектуалното развитие на всички. Мил подчертава пагубния ефект на постоянното общуване между необразована жена или съпруг. Мъжете и жените били женени само за да следват обичая и връзката между тех била чисто семейна. Мил смята, че с еманципирането на жената връзката между съпругът и съпругата ще се подобри, тъй като те ще могат да се свържат на интелектуално ниво.
Мил критикува брачните закони, които свързва с робството на жените. Той настоява, че подчинението на жените е станало излишно точно както робството в миналото и посочва нуждата от промяна в брачното законодателство, чрез която бракът да добие формата на бизнес споразумение, което не ограничава нито една от страните. Сред предложенията му са и промени в наследствените закони, които да позволят на жените да запазят своята собственост и също разрешение на жените да работят извън дома, позволявайки им да добият финансова стабилност и независимост.
Отново е повдигнат въпроса за избирателното право на жените. Те съставят половината от населението следователно също имат право на глас, тъй като политиката засяга и тях. Мил изказва теорията, че повечето мъже ще изберат депутати, които ще ограничават жените, затова жените трябва да имат право на глас, за да защитят своите интереси.
Мил забелязал, че дори в неравноправните общества на Англия и Европа могат да се намерят доказателства, че ако получат възможност жените могат да се отличат. Той дал за пример английски кралици като Елизабет I или Виктория, или французойката Жана д'Арк. Ако имат възможност жените биха се отличили и в други сфери и затова трябва да им се даде шанс да опитат.
Мил не е само теоретик. Той активно участва в кампании в защита на правата на жените като член на парламента и също е президент на Националното дружество в защита на правото на жените да гласуват.

## Изводи
Начинът, по който Мил разисква различните въпроси, се променял с времето. По тази причина дълги години той е смятан за непоследователен философ, който пише по куп несвързани въпроси. Постоянството на неговия метод обаче е базирано на утилитаризма и общото благополучие.

### Утилитаризъм
Нищо трябва да бъде отхвърляно само защото е смятано за погрешно и никой друг не го е правил в миналото. Когато обмисляме своите политически позиции, трябва да се стремим към постиганито на най-голямо благо за най-много хора – това противоречи на общоприетите възгеди. Ако искаш да обявиш нещо за нелегално, първо трябва да докажеш каква е неговата вреда към обществото. Всеки познава своите интереси най-добре.

### Прогресът на обществото
Най-голямото благо е възприето в доста широк смисъл като моралното и интелектуално израстване на обществото. Различните общества са на различни етапи от това развитие и за тях ще са от полза различни решения. Това, което е от значение, е начина, по който са насърчавани да вървят по пътя на този прогрес. Същото важи и за отделните личности. Мил предлага една доста конкретна идея за индивидуалното развитие:
1. Наемане на способни и талантливи хора
2. Морално развитие: хората оставят на заден план егоизма и личните си интереси

### Разчитане на собствените качества
Ние сме независими, способни да се променим и да бъдем разумни. Личностната свобода осигурява най-прекия път към нравствения напредък. Израствайки, ние ставаме способни да управляваме себе си, да взимаме свои решения и да бъдем независими от това, което някой друг ни налага. Демокрацията е форма на самодостатъчност. Това означава:
1. Личностна свобода – Докато не нанасяме вреда на другите, ние имаме правота да изразяваме своята природа и да експериментираме със своя живот.
2. Свобода да ръководим собствените си дела – Цивилизованите хора са все по-способни да взимат решения и да защитават своите права. Представителното управление също е добър начин да подтикне хората да мислят за общото благо.
3. Свобода за както за жените, така и за мъжете – Всички доводи на Мил се отнасят и за двата пола. Съществуващите идеи за различието в природата на мъжа и жената никога не са били доказани както трябва, следователно жените също имат право сами да определят живота си.